# Nathaniel Rochester
Nathaniel Rochester (* 14. Januar 1919 in Buffalo, New York; † 8. Juni 2001) war ein US-amerikanischer Computerpionier.
Rochester studierte Elektrotechnik am Massachusetts Institute of Technology mit dem Bachelor-Abschluss 1941. Im Zweiten Weltkrieg arbeitete er in der Radarentwicklung im Radiation Laboratory des MIT und danach bei Sylvana Electric Products an Radar fürs Militär. Er war auch am Whirlwind-Computerprojekt beteiligt. Ab 1948 war er Ingenieur bei IBM.
Er leitete die Entwicklung der Tape Processing Machine bei IBM (für deren Variable Word Size Architektur und für die Arithmetik-Einheit der 701 erhielt er später den IBM Outstanding Invention Award).
Er war mit Jerrier A. Haddad der Hauptentwickler des Systems IBM 701, dem ersten allgemein verwendbaren Computer für die Massenproduktion von IBM. Ihm oblag mit Haddad die Systemplanung und er koordinierte die Zusammenarbeit der Ingenieursabteilung in Poughkeepsie mit der Applied Sciences Group von IBM. Danach war er Hauptentwickler der IBM 700 Serie (703, 704, 705 und Start von 709). Für diese Rechner schrieb er auch einen der frühesten symbolischen Assembler.
1955 ging er zu IBM Research und leitete dort eine Gruppe, die sich mit Schaltkreistheorie und verschiedenen Themen Künstlicher Intelligenz befasste, wie Neuronale Netzwerke (die er mit Kollegen auf der IBM 701 und 704 simulierte), Mustererkennung, Automatische Beweissysteme (Herbert Gelernter) und Spielprogramme (Arthur Samuel und sein Dame Programm, Alex Bernsteins Schachprogramm). Mit seiner Unterstützung konnten John McCarthy (der den Sommer über bei IBM geforscht hatte) und Marvin Minsky 1956 die Dartmouth Conference in Künstlicher Intelligenz durchführen. 1958 unterstützte Rochester als Gastprofessor am Massachusetts Institute of Technology McCarthy bei der Lisp-Entwicklung. Um 1960 beendete IBM allerdings sein Engagement in Künstlicher Intelligenz, da die öffentliche Aufmerksamkeit Kunden irritierte.
1961 ging er zur Systems Division von IBM und leitete eine Gruppe, die unter anderem die ersten beiden Time-Sharing-Systeme von IBM entwickelte (QWIKTRAN, CPS) und den ersten Entwurf von PL/I.
Rochester wurde 1967 IBM Fellow. Er befasste sich bei IBM später unter anderem mit Schaltkreisen, die Tunneldioden enthielten, und Programmiersprachen.
1984 erhielt er wie auch Haddad den Computer Pioneer Award.